# 吉田バイパス (国道116号)
吉田バイパス（よしだバイパス）は、新潟県燕市熊森から新潟市西蒲区高橋に至る延長11.5 km（キロメートル）の国道116号のバイパス道路である。

## 概要
吉田バイパスは、交差点が連続し沿道への出入りが多いことから日中を通じて渋滞・速度低下が慢性化しており、またこれに起因する追突事故が多発していることから、通過交通を分離し渋滞緩和や沿道環境の向上・地域産業の支援を目的に国土交通省北陸地方整備局新潟国道事務所により2020年度（令和2年度）事業化された。

### 路線データ
吉田バイパスパンフレットに基づく諸元は以下の通り。
- 起点 - 新潟県燕市熊森
- 終点 - 新潟県新潟市西蒲区高橋
- 路線延長 - 11.5 km
  - バイパス部 - 7.9 km
  - 現道拡幅部 - 1.7 km + 1.9 km
- 車線数 - 2車線（バイパス部）・4車線（現道拡幅部）
- 幅員 - 14.25 m（バイパス部）・25.25 （現道拡幅部）
- 規格 - 第3種第1級
- 設計速度 - 80 km/h

## 歴史
- 2002年（平成14年） - 2004年（平成16年） - PI実施[2]
- 2006年（平成18年）3月 - 新潟国道事務所に提言書提出
- 2018年（平成30年）3月 - 計画段階評価
- 2019年（令和元年）12月24日 - 都市計画決定[1]
- 2020年度（令和2年度） - 事業化[1]

## 路線状況
現道の東側に完成2車線・連続立体交差のバイパスを整備し、バイパス部中央に低速車両追い越しのための付加車線を設置する予定。完成2車線のバイパス部の両端には4車線への現道拡幅部が接続する予定。

### 道路施設

#### 構造物
トンネルはなく、橋長100 m未満のIC橋や跨線橋など13橋が予定されている。

## 地理

### 通過する自治体
- 新潟県
  - 燕市 - 新潟市西蒲区

### 交差する道路
- 新潟県道68号燕分水線
- 国道289号
- 新潟県道250号月潟吉田線
- 新潟県道55号新潟五泉間瀬線

### 接続するバイパスの位置関係
- 国道116号
  - （柏崎方面） 和島バイパス - 現道 - 吉田バイパス - 巻バイパス（新潟方面）